# Каваи, Рисако
Рисако Каваи (яп. 川井 梨紗子; род. 21 ноября 1994, Цубата, Исикава) — японская спортсменка (вольная борьба), двукратная олимпийская чемпионка (2016 и 2020), четырёхкратная чемпионка и призёр чемпионатов мира, четырёхкратная чемпионка Азии.

## Карьера
Отец Рисако был борцом греко-римского стиля, принимавшем участие в чемпионате мира 1989 года. Две её сёстры также занимались борьбой.
Ещё во время учёбы в школе Рисако выиграла несколько национальных юношеских соревнований по борьбе. В 2013 году поступила в университет, а в 2014 году в составе команды Японии выиграла кубок мира по борьбе. В 2015 заняла второе место на чемпионате мира в категории до 63 кг, что позволило ей пройти квалификацию на Олимпийские игры 2016 года.
В феврале 2016 года выиграла золото чемпионата Азии.
На олимпиаде в полуфинале победила россиянку Инну Тражукову, в финале победила представительницу Беларуси Марию Мамашук. В ноябре того же года была награждена медалью Почёта с пурпурной лентой.
В 2017 году перешла в весовую категорию до 60 кг, в которой выиграла чемпионаты Азии и мира.
На предолимпийском чемпионате мира в Казахстане в 2019 году в весовой категории до 57 кг, Рисако завоевала золотую медаль, став чемпионкой, и получила олимпийскую лицензию для своего национального Олимпийского комитета.